# Мајкл Беј
Мајкл Бенџамин Беј (енгл. Michael Benjamin Bay; Лос Анђелес, 17. фебруар 1965) амерички је филмски режисер, продуцент и глумац, најпознатији по режији и продукцији високобуџетних акционих филмова који се одликују стилским визуалима и широком употребом специјалних ефеката, укључујући честе приказе експлозија. Филмове које је продуцирао и режирао, између осталих Армагедон (1998), Перл Харбор (2001) и филмски серијал Трансформерси (2007–данас), прикупили су преко 7,8 милијарди долара, што га чини једним од комерцијално најуспешнијих редитеља свих времена.
Суоснивач је комерцијалне продуцентске куће The Institute, односно The Institute for the Development of Enhanced Perceptual Awareness. Такође је и сувласник компаније Платинум дјунс. 
Упркос комерцијалном успеху у виду зараде, филмски критичари углавном Бејовом раду дају негативне оцене. Док су Стена (1996) и Трансформерси (2007) добивали углавном позитивне критике, његови други филмови, укључујући и четири наставака Трансформерса, критичари су негативно примили. 

## Филмографија
| Година | Назив филма                          | Продуценти                                                   | Сценаристи                                                                   | Студио                                | Буџет        | Зарада           |
| ------ | ------------------------------------ | ------------------------------------------------------------ | ---------------------------------------------------------------------------- | ------------------------------------- | ------------ | ---------------- |
| 1995.  | Лоши момци                           | Џери Брукхајмер и Дон Симпсон                                | Мајкл Бери, Џим Мулхоланд, Дог Риџардсон и Џорџ Гало                         | Коламбија пикчерс                     | $19 милиона  | $141,4 милиона   |
| 1996.  | Стена                                | Џери Брукхајмер и Дон Симпсон                                | Дејвид Вајзберг, Даглас С. Кук и Марк Рознер                                 | Буена виста пикчерс                   | $75 милиона  | $335,1 милиона   |
| 1998.  | Армагедон                            | Џери Брукхајмер и Гејл Ен Хард                               | Тони Гилрој, Шејн Салерно, Џонатан Хенслај, Џеј-Џеј Ејбрамс и Роберт Рој Пул | Тачстоунд пикчерс Буена виста пикчерс | $140 милиона | $553,7 милиона   |
| 2001.  | Перл Харбор                          | Џери Брукхајмер                                              | Рандал Волес                                                                 | Тачстоунд пикчерс Буена виста пикчерс | $140 милиона | $449,2 милиона   |
| 2003.  | Лоши момци 2                         | Џери Брукхајмер                                              | Рон Шелтон, Џери Стел, Кормак Виберли и Мерин Виберли                        | Коламбија пикчерс                     | $130 милиона | $273,3 милиона   |
| 2005.  | Острво                               | Ијен Брајс и Волтер Ф. Перкс                                 | Кеспијан Тредвел-Овен, Алекс Курцман и Роберто Орци                          | Дрим воркс пикчерс Ворнер брос        | $126 милиона | $162,9 милиона   |
| 2007.  | Трансформерси                        | Дон Марфи, Том де Санто, Лоренцо ди Бонавентура и Ијен Брајс | Алекс Курцман и Роберто Орци                                                 | Дрим воркс пикчерс Парамаунт пикчерс  | $150 милиона | $709,7 милиона   |
| 2009.  | Трансформерси: Освета пораженог      | Дон Марфи, Том де Санто, Лоренцо ди Бонавентура и Ијен Брајс | Ирен Кругер, Алекс Курцман и Роберто Орци                                    | Дрим воркс пикчерс Парамаунт пикчерс  | $200 милиона | $836,3 милиона   |
| 2011.  | Трансформерси: Тамна страна Месеца   | Дон Марфи, Том де Санто, Лоренцо ди Бонавентура и Ијен Брајс | Ирен Кругер                                                                  | Парамаунт пикчерс                     | $195 милиона | $1,124 милијарди |
| 2013.  | Знојем до лове                       | Доналд де Лајн и Ијен Брајс                                  | Кристофер Маркус и Стивен Макфили                                            | Парамаунт пикчерс                     | $26 милиона  | $96,2 милиона    |
| 2014.  | Трансформерси: Доба изумирања        | Дон Марфи, Том де Санто, Лоренцо ди Бонавентура и Ијен Брајс | Ирен Кругер                                                                  | Парамаунт пикчерс                     | $210 милиона | $1,104 милијарди |
| 2016.  | 13 сати: Тајни војници Бенгазија     | Ервин Стоф                                                   | Чак Хоган                                                                    | Парамаунт пикчерс                     | $50 милиона  | $67 милиона      |
| 2017.  | Трансформерси: Последњи витез        | Дон Марфи, Том де Санто, Лоренцо ди Бонавентура и Ијен Брајс | Акива Голдсмен, Кен Нолан, Арт Маркум и Мет Холовеј                          | Парамаунт пикчерс                     | $260 милиона | $605,4 милиона   |
| 2019.  | Шесторка под земљом                  | Дејид Елисон, Дана Голдберг, Дон Гренгер и Ијен Брајс        | Рит Риз и Пол Верник                                                         | Нетфликс                              | $150 милиона | Н/Д              |
| TBA    | Робокалипса                          | Стивен Спилберг                                              | Дру Годард                                                                   | TBA                                   | TBA          | TBA              |
| TBA    | Неименовани документарац о ловокрађи | TBA                                                          | TBA                                                                          | Парамаунт пикчерс                     | TBA          | TBA              |

## Критички пријем
| Година | Назив филма                        | Оцена |
| ------ | ---------------------------------- | ----- |
| 1995.  | Лоши момци                         | 42%   |
| 1996.  | Стена                              | 66%   |
| 1998.  | Армагедон                          | 38%   |
| 2001.  | Перл Харбор                        | 24%   |
| 2003.  | Лоши момци 2                       | 23%   |
| 2005.  | Острво                             | 40%   |
| 2007.  | Трансформерси                      | 58%   |
| 2009.  | Трансформерси: Освета пораженог    | 20%   |
| 2011.  | Трансформерси: Тамна страна Месеца | 35%   |
| 2013.  | Знојем до лове                     | 50%   |
| 2014.  | Трансформатори: Доба изумирања     | 18%   |
| 2016.  | 13 сати: Тајни војници Бенгазија   | 51%   |
| 2017.  | Трансформатори: Последњи витез     | 15%   |
| 2019.  | Шесторица под земљом               | 37%   |
|        | Просек                             | 37%   |